# Hasan Zvizdić
Hasan Zvizdić (ur. w 1892 r. w Sjenicy, zm. w 1980 r. w Adapazarı w Turcji) – przedsiębiorca z jugosłowiańskiego Sandżaku, jeden z dowódców muzułmańskiej milicji Sandżaku podczas II wojny światowej

## Życiorys
W 1915 r. część jego rodziny została wymordowana przez serbskich czetników. Po zakończeniu I wojny światowej ojciec H. Zvizdicia otworzył sieć sklepów w Czarnogórze, Sandżaku i Kosowie. Młody Hasan pracował w jednym z nich. Wkrótce objął stanowisko przedstawiciela przedsiębiorstwa, wyjeżdżając w interesach do Turcji, Włoch, Albanii, Grecji. Po zajęciu Jugosławii przez wojska niemieckie w kwietniu 1941 r., ponownie rozpoczęły się ataki serbskich czetników na muzułmańską ludność Sandżaku. W Sjenicy została powołana Rada Obrony Miasta Sjenicy, której jednym z członków okazał się H. Zvizdić. Po ataku Serbów na Novi Pazar, a następnie kolejnych uderzeniach na inne przygraniczne miasta Sandżaku w listopadzie 1941 r., sformował on oddział nieregularnej muzułmańskiej milicji. Jednocześnie udało mu się doprowadzić do rokowań z przedstawicielami czetników, do których doszło w hotelu "Srbija" w Sjenicy. W ich wyniku atak na miasto został na pewien czas wstrzymany. W tym czasie H. Zvizdić wystąpił o pomoc ze strony oddziału milicji Hafiza Sulejmana Pačariza. Wzmocnione siły muzułmańskie w Sjenicy odparły atak czetników. W 1942 r. milicjanci H. Zvizdicia uczestniczyli w aresztowaniu, a następnie deportacjach Żydów do Kosovskiej Mitrovicy (skąd trafili ostatecznie do obozów koncentracyjnych). W dalszym ciągu trwały też walki z serbskimi czetnikami, a także komunistycznymi partyzantami Josipa Broz Tity. W sierpniu 1942 r. kontakt z H. Zvizdiciem nawiązał przedstawiciel płk. Dragoljuba Mihailovicia, ale nie udało się porozumieć co do współdziałania przeciwko komunistom. Po wyjściu Włoch z wojny na pocz. września 1943 r., oddział H. Zvizdicia trafił pod zwierzchność Niemców, którzy go dozbroili i doposażyli. Milicjanci rozpoczęli patrolowanie głównych dróg i linii kolejowych. Brali też udział w niemieckich operacjach antypartyzanckich. W lipcu 1944 r. oddział H. Zvizdicia, podobnie jak wszystkie pozostałe oddziały milicji, wszedł w skład Policyjnego Pułku Selbschutzu SS "Sandżak". Pod koniec 1944 r., kiedy obszar Sandżaku zajęli partyzanci komunistyczni z Czarnogóry i Serbii, rozbijając oddziały milicji muzułmańskiej, H. Zvizdić przedostał się poprzez Kosowo do Albanii, skąd zamierzał udać się do Turcji. W porcie Drac przekupił kapitana jednego ze statków, który płynął do Włoch. Zdążył wypłynąć w morze, zanim nadeszli partyzanci, którzy byli na jego tropie. We Włoszech nawiązał kontakt z Amerykanami, dzięki pomocy których udał się do zachodnich Niemczech. Przez 2 lata przebywał w obozie dla przesiedleńców w Dachau, po czym wyjechał do Turcji. Osiedlił się w mieście Adapazarı na wybrzeżu Morza Czarnego, gdzie mieszkała duża diaspora bośniacka. Rząd komunistycznej Jugosławii zwrócił się do władz Turcji o ekstradycję H. Zvizdicia jako zbrodniarza wojennego, ale wniosek odrzucono.